# Patte des arthropodes

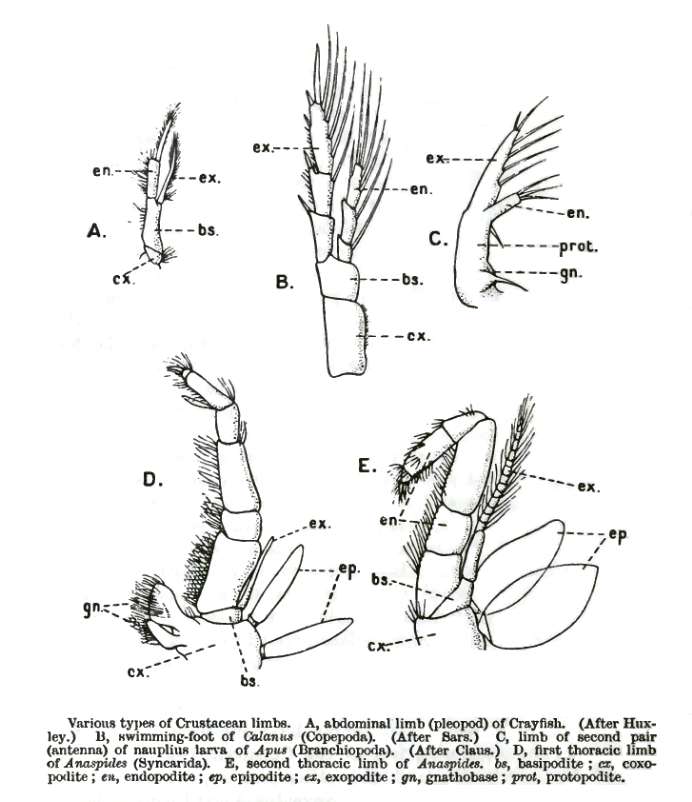
Dessins de pattes d'arthropodes (1909)

La patte des arthropodes est un membre articulé. Le terme même d'arthropode, s'inspire des mots grecs ἄρθρον (arthron) qui signifie articulation, et ποδος (podos), qui signifie le pied, formant ainsi « patte articulée ».
La patte est habituellement utilisée pour marcher, mais d'autres utilisations du membre sont possibles (préhension, nage...).
Un grand nombre de termes utilisés pour décrire les segments des pattes d'arthropode dérivent du latin, et peuvent être confondus avec les termes désignant les os des tétrapodes : coxa (signifiant hanche en latin), trochanter, fémur, patella, tibia, tarse, Ischium, (carpe), dactylus (signifiant doigt).
On trouve parfois le terme de procoxa pour désigner le premier segment basal d'une patte antérieure chez les arthropodes.
L'homologie entre les segments des pattes entre les groupes est difficile à prouver et c'est la source de polémique. 
Certains auteurs comptent jusqu'à onze segments par patte à partir de l'ancêtre commun le plus récent des arthropodes. Cependant les arthropodes modernes ont huit segments ou moins. Le fait que la patte ancestrale n'a pas besoin d'être aussi complexe a été longuement débattu. D'autres évènements, tels que la perte de fonction successive d'une boîte homéotique pourraient conduire à un gain dans le nombre de segments de la patte.

## Membre biramé et uniramé
Les membres des arthropodes peuvent être soit « biramé » soit « uniramé ». Un membre uniramé comprend une série simple de segments attachés bout à bout. Un membre biramé, par contre, se divise en deux, et chaque branche consiste d'une série de segments attachés bout à bout.
Les pattes des insectes et des myriapodes sont uniramées. Chez les crustacés, les premières antennes sont uniramées, mais les secondes sont biramées, tout comme le sont les pattes dans la plupart des espèces.
Pendant un temps on a cru que la possession de membres uniramés était un caractère dérivé partagé, au point que l'on a groupé les arthropodes uniramés dans un taxon appelé Uniramia. On pense maintenant que plusieurs groupes d'arthropodes ont développé des membres uniramé indépendamment à partir d'ancêtres ayant des membres biramés, et donc ce taxon n'est plus utilisé.

## Chélicérates
Les pattes des araignées diffèrent de celles des insectes par l'addition de deux segments, la patella entre le fémur et le tibia, et le métatarse (appelé parfois basitarse) entre le tibia et le tarse (appelé alors parfois télotarse), et donnant donc un total de sept segments.
La situation est identique chez les scorpions, mais avec l'addition d'un pre-tarsus au-delà du tarse. Les pinces du scorpion ne sont pas des pattes mais des pédipalpes, c'est-à-dire des appendices buccaux modifiés que l'on trouve d'ailleurs aussi chez les araignées ou les acariens, et qui sont spécialisés pour la prédation.
Chez les limules, il n'y a pas de métatarse ni de prétarse, ce qui donne un total de six segments par patte.

## Mandibulates

### Crustacés
Les pattes des crustacés sont divisées primitivement en sept segments, qui ne suivent pas le système de nommage utilisé dans les autres groupes. Ces segments sont : coxa, basis, ischium, merus, carpus, propodus, et dactylus. Dans certains groupes, certains des segments des pattes peuvent avoir fusionné. La pince d'un homard ou d'un crabe est formée par l'articulation du dactylus contre une excroissance du propodus. Les membres de crustacés différent aussi par le fait d'être biramés, alors que tous les autres arthropodes ont des membres uniramés. La première paire de ces péréiopodes correspond aux chélipèdes (pinces), généralement très développées.

### Hexapodes
- Insectes (voir patte d'insecte) : de type uniramé, la segmentation comprend une coxa, un trochanter, un fémur, un tibia, un tarse.
- collemboles : la situation est similaire, avec pour chaque patte la même segmentation mais avec un complexe formant le pied.

### Myriapodes
Les millepattes ont des pattes à sept segments, comprenant la coxa, le trochanter, un préfémur, le fémur, le tibia, le tarse, et la griffe tarsale.